# Advanced Colt Carbine-Monolithic
Advanced Colt Carbine-Monolithic є покращеною версією карабіна M4, представлена військовим США на конференції присвяченій можливій заміні гвинтівки M16 та карабіну M4, від компанії  Colt's Manufacturing Company.

## Конструкція
На звичайну верхню ствольну коробку карабіна М4 встановлювалася запатентована монолітна рейкова система Mil-Std-1913 (чотири рейки) на цівці Colt ACC-M (Advanced Colt Carbine-Monolithic).
Карабіни Colt M4 і Colt M4A1 можуть бути легко і відносно недорого модифіковані/модернізовані до ACC-M шляхом заміни верхньої ствольної коробки, що більш рентабельно, ніж повна заміна зброї абсолютно новим карабіном з іншим розташуванням органів керування і з іншою загальною ергономікою та характеристиками управління, що вимагають нових і різних протоколів навчання і обслуговування.
Нові ACC-M мають номери моделей "R0922" (S-1-3) і "R0923" (S-1-F). Існує також версія R0923 із 11,5-дюймовим (Colt Commando) стволом, відома як "R0923CQB."